# Hamis konszenzus
A hamis konszenzus vagy egocentrikus attríbúciós elfogultság az önkiszolgáló torzítások egyik fajtája: az emberek vagy csoportok szívesen feltételezik, hogy attitűdjeik, véleményeik, értékeik vagy viselkedésmódjuk valójában egybeesik az emberek többségének attitűdjeivel, értékeivel, nézeteivel és viselkedésével. A hamis konszenzus elmélete szerint hajlamosak vagyunk azt gondolni magunkról, hogy "normális emberek" vagyunk, ami magában foglalja azt a viselkedést is, hogy fontos vonatkozásokban hasonlóak vagyunk a körülöttünk levő "legtöbb emberhez".

A hamis konszenzus hatást először Lee Ross amerikai szociálpszichológus írta le 1977-ben.
A hamis konszenzus kialakítása során a személy vagy csoport azt feltételezi, hogy mindenki más úgy gondolkodik és cselekszik, ahogyan azt ő(k) teszi(k). Ezt a feltételezett konszenzust azonban a tények nem támasztják alá, ezért az adott személy vagy csoport egy olyan konszenzus kialakulását feltételezi, amely a valóságban nem létezik.

## Forrásai
A hamis konszenzus forrásai lehetnek:
- Szelektivitás: általában olyan emberekkel keresünk kapcsolatot, akik hasonlóképpen gondolkodnak, vagy hasonló az értékrendjük
- Hozzáférhető faktorok: az adott személy vagy csoport által preferált viselkedési választások kognitíven jobban hozzáférhetők
- Ambiguitás: bizonyos szituációkban a kétértelműség feloldására irányuló erőfeszítések oda vezetnek, hogy egyszerre befolyásolják az adott személy viselkedését, illetve mások viselkedésének megjóslását

A hamis konszenzus igen gyakori csoportok körében, amikor a csoport azt feltételezi, hogy kollektív véleményüket egy nagyobb csoport vagy a teljes népesség osztja. Mivel a csoport tagjai már ténylegesen elértek egy konszenzust és a szelektivitás miatt ritkán találkoznak olyanokkal, akik más véleményen vannak, hajlamosak azt hinni, hogy mindenki osztja (vagy osztania kellene) a véleményüket.
Ennek megfelelően, amikor az egyén vagy a csoport tagjai azzal szembesülnek, hogy az általuk feltételezett nagyobb konszenzus nem létezik, akkor a sajátjaiktól eltérő válaszokat, cselekvési formákat, véleményeket stabil diszpozíciónak nyilvánítják.
A hamis konszenzus jelenségének nincs egyértelmű kiváltó oka, előfordulását befolyásolják az előfordulási gyakoriság megbecsülésének hibái és az egyéni-, illetve csoportgondolkodásban jelentkező elfogultság. A hamis konszenzus kialakulásához vezethet az elhallgatási spirál, amikor egy többségi véleményről egy adott csoport legtöbb tagja azt hiszi, hogy az kisebbségi. A többségtől, vagyis a csoporttól való elszigetelődéstől tartva a csoport tagjai nem adnak hangot véleményüknek, ezzel megerősítik magukban azt a meggyőződést, hogy véleményük kisebbségi – és hogy a ténylegesen kisebbségi vélemény a konszenzust tükrözi.

## Lásd még
- Szociálpszichológia
- Kognitív disszonancia
- Attribúció

## További szakirodalom
- Ross L., Greene D. & House, P. (1977). The false consensus effect: An egocentric bias in social perception and attribution processes. Journal of Experimental Social Psychology 13, 279-301.
- Fields, James M., and Howard Schuman, (1976-77) "Public Beliefs about the Beliefs of the Public," Public Opinion Quarterly, 40: 427-448.
- A kísérleti társadalomlélektan főárama (1981)
- Szociálpszichológiai tanulmányok (1991)